# Хаджихасанович, Энвер
Энвер Хаджихасанович (босн. Enver Hadžihasanović; 7 июля 1950, Зворник — 16 декабря 2024) — югославский и боснийский военный деятель, начальник генерального штаба армии Боснии и Герцеговины, генерал-майор. Участник гражданской войны в Югославии. Осуждён МТБЮ на 3,5 лет за военные преступления, совершённые в ходе Боснийской войны.

## Биография
Энвер Хаджихасанович родился 7 июня 1950 года в Зворнике (Босния и Герцеговина). В 1973 году окончил военную академию в Белграде. Проходил службу в Тузле и Сараево. Затем командовал батальоном военной полиции 7-й югославской армии. В 1989 году был назначен командующим 49-й механизированной бригадой, получив звание подполковника. После начала распада Югославии, Хаджихасанович в 1992 году покинул ряды ЮНА.
После отставки из ЮНА, Хаджихасанович вступает в ряды Территориальной обороны Боснии и Герцеговины. 14 ноября 1992 года Энвер Хаджихасанович был назначен командующим 3-м корпусом боснийской армии. 1 ноября 1993 года он становится начальником генерального штаба боснийской армии.
После окончания Боснийской войны Хаджихасанович работал в генеральном штабе армии Федерации Боснии и Герцеговины. Вышел в отставку в 2000 году.

### Военные преступления
Международный трибунал по бывшей Югославии предъявил обвинения Хаджихасановичу в военных преступлениях, совершённых им в ходе Боснийской войны. В ходе судебного процесса он был признан виновным в гибели военнопленных и жестоком обращении с военнопленными. На основе этого вердикта Энвер был приговорён к пяти годам лишения свободы. Хаджихасанович обжаловал решение суда первой инстанции и был выпущен в июне 2007 года в ожидании решения апелляционной палаты. 22 апреля 2008 года Апелляционная палата сократила срок его заключения до трёх с половиной лет.

### Смерть
Умер 16 декабря 2024 года в возрасте 74 лет.